# Most (distrikt i Tjeckien)
Most (tjeckiska: okres Most) är ett distrikt i Tjeckien. Det ligger i regionen Ústí nad Labem, i den nordvästra delen av landet, 80 km nordväst om huvudstaden Prag. Antalet invånare är 116 634. Arean är 467 kvadratkilometer.
Terrängen i distriktet Most är kuperad åt nordost, men åt sydväst är den platt.
Distriktet Most delas in i:
- Obrnice
- Most
- Nová Ves v Horách
- Patokryje
- Český Jiřetín
- Želenice
- Lom u Mostu
- Bečov
- Brandov
- Braňany
- Bělušice
- Klíny
- Horní Jiřetín
- Skršín
- Litvínov
- Meziboři
- Havraň
- Hora Svaté Kateřiny
- Korozluky
- Lišnice
- Louka u Litvínova
- Lužice
- Malé Březno
- Mariánské Radčice
- Polerady
- Volevčice

Följande samhällen finns i distriktet Most:
- Most
- Litvínov
- Nová Ves v Horách